# 张振玉
张振玉（1967年—），广西忻城人，壮族，中华人民共和国政治人物、第十二届全国人民代表大会广西地区代表。
毕业于广西师范大学化学专业。2013年，担任全国人大代表。